# Batalha de Montaperti

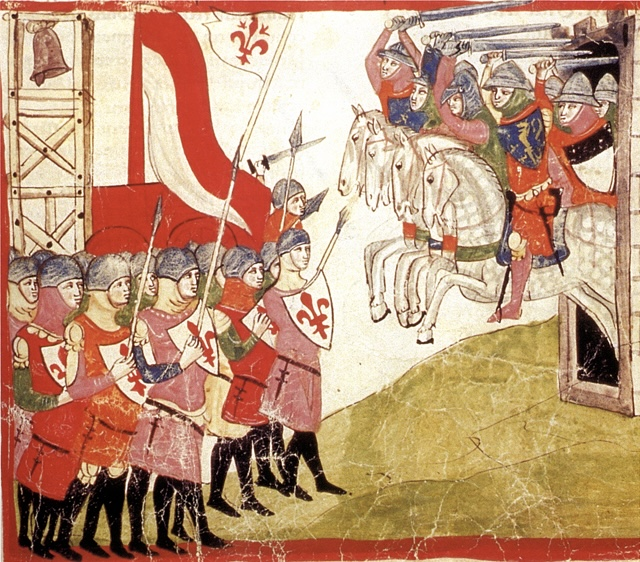
Batalha de Montaperti

A Batalha de Montaperti foi travada em 4 de setembro de 1260 entre Florença e Siena, na Toscana, como parte do conflito entre os Guelfos e os Gibelinos. Os florentinos foram derrotados. Foi a batalha mais sangrenta travada na Itália medieval, com mais de 10 000 mortes. Um ato de traição durante a batalha é registrado por Dante Alighieri na seção Inferno da Divina Comédia.

## História
Ocorreu na cidade de mesmo nome na Toscana, hoje parte de Castelnuovo Berardenga, poucos quilômetros a leste de Siena. As tropas guelfas lideradas por Florença e as tropas gibelinas lideradas por Siena enfrentaram-se, tornando-as partidárias dos poderes papais e dos do império. A vitória dos gibelinos produziu um domínio plurianual de grupos pró-imperiais na Toscana. Os conflitos comerciais surgiram entre as potências locais envolvidas, sobretudo Siena e Florença. O regimento pró-romano foi derrubado em Florença, e os guelfos encontraram refúgio em Luca. Alguns anos depois, os Guelfos ganharam como aliado Carlos de Anjou, que conseguiu derrotar os Staufers em duas batalhas em 1266 e 1268. Enquanto Florença, mais uma vez uma Guelfa, se tornou a metrópole da Toscana, Siena iniciou um lento declínio.

## Força das tropas
Cerca de 18 000 infantaria e cerca de 1 800 cavalaria estavam disponíveis para Siena. Esta força total de aproximadamente 19 800 soldados era composta da seguinte forma: Siena (aproximadamente 400 cavalaria e aproximadamente 7 600 infantaria), Condado de Siena (aproximadamente 3 000 infantaria), Pisa (aproximadamente 300 cavalaria e aproximadamente 2 700 infantaria), Mercenários alemães (aprox. 800 cavalaria e aprox. 2 000 infantaria, que foram levados para apoiar Farinata degli Uberti), Cortona (aprox. 1 300 infantaria), domínio dos Aldobrandeschi (aprox. 100 cavalaria e aprox. 1 000 infantaria)), gibelinos que fugiram (cerca de 200 cavaleiros). Além disso, Siena foi apoiada por Manfredo da Sicília.
Florença tinha cerca de 33 000 soldados à sua disposição, cerca de 3 000 deles de cavalaria. Estes consistiam nas tropas de Arezzo (aprox. 2 000 soldados), Campiglia (aprox. 600), Florença (aprox. 5 000), Lombardia (aprox. 4 600), Luca (aprox. 1 800), Orvieto (aprox. 2 000), Pistoia (cerca de 1 600), Prato (cerca de 1500), Pitigliano (cerca de 1 000), San Gimignano (cerca de 1 500), Colle di Val d'Elsa e o Vale Elsa (cerca de 5 000), San Miniato (cerca de 1 400) e Volterra (cerca de 2 000) soldados).